# Galed

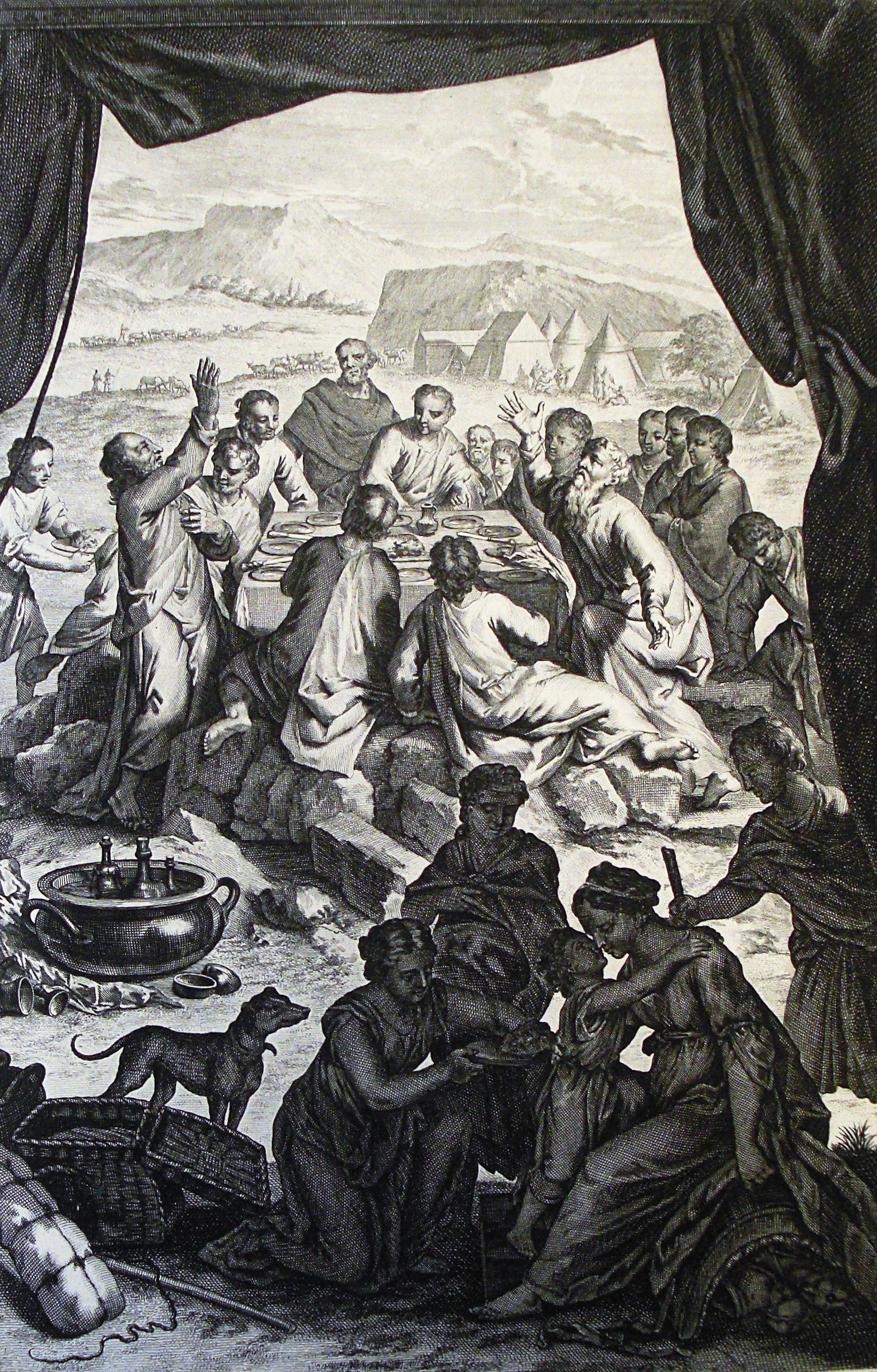
Das Bundesmahl auf dem Zeugnishaufen

Galed (hebr. גַּלְעֵד, „Zeugnishaufen“, „Hügel des Zeugnisses“ oder „Zeugenhügel“) bezeichnet im Tanach den Steinhaufen, der als Zeugnis des Friedens zwischen Jakob und Laban diente (Gen 31,48–54 ):

„47 Laban nannte ihn Jegar-Sahaduta und Jakob nannte ihn Gal-Ed. 48 Dieser Steinhügel, sagte Laban, soll heute Zeuge sein zwischen mir und dir. Darum gab er ihm den Namen Gal-Ed (Zeugenhügel) 49 und Mizpa (Spähturm), weil er sagte: Der Herr sei Späher zwischen mir und dir, wenn wir voneinander nichts mehr wissen. 50 Solltest du meine Töchter schlecht behandeln oder dir außer meinen Töchtern noch andere Frauen nehmen – auch wenn kein Mensch bei uns ist: Sieh, Gott ist Zeuge zwischen mir und dir. 51 Weiter sagte Laban zu Jakob: Hier, dieser Steinhügel, hier, dieses Steinmal, das ich zwischen mir und dir errichtet habe – 52 Zeuge sei dieser Steinhügel. Zeuge sei dieses Steinmal: Nie will ich diesen Steinhügel in böser Absicht gegen dich überschreiten und nie sollst du diesen Steinhügel oder dieses Steinmal in böser Absicht gegen mich überschreiten. 53 Der Gott Abrahams und der Gott Nahors seien Richter zwischen uns. Da leistete Jakob einen Eid beim Schrecken seines Vaters Isaak. 54 Dann schlachtete Jakob auf dem Berg ein Opfertier und lud seine Brüder zum Mahl ein. Sie aßen und verbrachten die Nacht auf dem Berg.“

Der Steinhaufen sollte also „ein Zeuge“ für den Bund sein, dass keiner der beiden Bundespartner zum Schaden des anderen über diesen hinausgehen würde. Auch der aramäische Name Jẹgar-Sahadụtha bedeutet „Steinhaufen des Zeugnisses“.